# 산수서
《산수서》(중국어 간체자: 算数书, 정체자: 算數書, 병음: suànshùshū 쏸수수[*])는 중국에서 가장 오래된 수학서이다. 기원전 202~186년에 작성되었으며, 저자는 알려져 있지 않다. 권이나 장을 나누지 않고 60여개의 소제목으로 이루어져 있으며, 산술 기법과 문제 풀이를 다룬다. 1983년에 후베이성에 위치한 전한 옛묘에서 출토하였다.